# Бидон
Бидон (на френски: bidon) е голям цилиндричен съд, изработен най-често от алуминий, но в последните години и от пластмаса. Има две дръжки, които улесняват пренасянето и отвор отгоре. В миналото бидоните са се използвали основно за пренасяне на прясно мляко. Днес се използват за съхранение на кисело зеле, вино и други. Най-често се оставят в мазета или подземия, но при липса на такива, може да се използва терасата. Вместимостта им е различна и варира, но предпочитани са тези по 40 и 50 литра.